# Matías Fonseca
Matias Fonseca (Nápoles, 12 de marzo de 2001) es un futbolista ítalo-uruguayo que juega como delantero en el Instituto Atlético Central Córdoba de la Primera División de Argentina.
Es hijo del exfutbolista uruguayo Daniel Fonseca y es hermano de Nicolás Fonseca, actual jugador del Club León.

## Trayectoria
Jugó en la cantera del Como y del Inter de Milán. En 2021 se fue a préstamo al Pergolettese, teniendo su debut en la tercera división. En 2022 fue cedido al Imolese. En 2023 se fue libre al Montevideo Wanderers F. C. de la Primera División de Uruguay.

## Selección nacional

### Selección de Italia sub-19
Tuvo su debut en un amistoso el 15 de enero del 2020 contra la sub-19 de España.

### Selección de Uruguay sub-23
Fue convocado por Marcelo Bielsa al Preolímpico Sudamericano Sub-23 de 2024 disputando 3 partidos.

## Clubes
| Club                               | País      | Año       |
| ---------------------------------- | --------- | --------- |
| Inter de Milán                     | Italia    | 2020-2023 |
| Pergolettese (cedido)              | Italia    | 2021-2022 |
| Imolese (cedido)                   | Italia    | 2022-2023 |
| Montevideo Wanderers               | Uruguay   | 2023-2024 |
| Racing Club de Montevideo          | Uruguay   | 2025      |
| Instituto Atlético Central Córdoba | Argentina | 2025-act. |

## Estadísticas

### Clubes
| Club | Div.                | Temporada           | Liga  | Liga  | Liga   | Copas nacionales | Copas nacionales | Copas nacionales | Copas internacionales | Copas internacionales | Copas internacionales | Total | Total | Total  |
| Club | Div.                | Temporada           | Part. | Goles | Asist. | Part.            | Goles            | Asist.           | Part.                 | Goles                 | Asist.                | Part. | Goles | Asist. |
| --- | ------------------- | ------------------- | ----- | ----- | ------ | ---------------- | ---------------- | ---------------- | --------------------- | --------------------- | --------------------- | ----- | ----- | ------ |
| Pergolettese · Italia |                     |                     |       |       |        |                  |                  |                  |                       |                       |                       |       |       |        |
| 3.ª | 2021-22             | 20                  | 1     | 0     | -      | -                | -                | -                | -                     | -                     | 20                    | 1     | 0     |        |
| Total club | Total club          | 20                  | 1     | 0     | 0      | 0                | 0                | 0                | 0                     | 0                     | 20                    | 1     | 0     |        |
| Imolese · Italia |                     |                     |       |       |        |                  |                  |                  |                       |                       |                       |       |       |        |
| 3.ª | 2022-23             | 15                  | 2     | 0     | -      | -                | -                | -                | -                     | -                     | 15                    | 2     | 0     |        |
| Total club | Total club          | 15                  | 2     | 0     | 0      | 0                | 0                | 0                | 0                     | 0                     | 15                    | 2     | 0     |        |
| Montevideo Wanderers · Uruguay |                     |                     |       |       |        |                  |                  |                  |                       |                       |                       |       |       |        |
| 1.ª | 2023                | 25                  | 6     | 1     | 1      | 0                | 0                | -                | -                     | -                     | 26                    | 6     | 1     |        |
| 1.ª | 2024                | 25                  | 2     | 2     | 0      | 0                | 0                | 1                | 0                     | 0                     | 26                    | 2     | 2     |        |
| Total club | Total club          | 50                  | 8     | 3     | 1      | 0                | 0                | 1                | 0                     | 0                     | 52                    | 8     | 3     |        |
| Racing Club de Montevideo · Uruguay |                     |                     |       |       |        |                  |                  |                  |                       |                       |                       |       |       |        |
| 1.ª | 2025                | 5                   | 0     | 0     | 0      | 0                | 0                | 5                | 1                     | 0                     | 10                    | 1     | 0     |        |
| Total club | Total club          | 5                   | 0     | 0     | 0      | 0                | 0                | 5                | 1                     | 0                     | 10                    | 1     | 0     |        |
| Instituto Atlético Central Córdoba Argentina |                     |                     |       |       |        |                  |                  |                  |                       |                       |                       |       |       |        |
| 1.ª | 2025                | 5                   | 0     | 0     | -      | -                | -                | -                | -                     | -                     | 5                     | 0     | 0     |        |
| Total club | Total club          | 5                   | 0     | 0     | 0      | 0                | 0                | 0                | 0                     | 0                     | 5                     | 0     | 0     |        |
| Total en su carrera | Total en su carrera | Total en su carrera | 95    | 11    | 3      | 1                | 0                | 0                | 6                     | 1                     | 0                     | 102   | 12    | 3      |
| (1) Las copas nacionales se refiere a la Copa Uruguay y Copa Argentina. (2) Las copas internacionales se refiere a la Copa Libertadores y la Copa Sudamericana. (3) Media de goles por encuentro. No incluye goles en partidos amistosos. |                     |                     |       |       |        |                  |                  |                  |                       |                       |                       |       |       |        |